# Sabah Al-Ahmad Al-Jaber Al-Sabah
Sabah IV Al-Ahmad Al-Jaber Al-Sabah (Koeweit (stad), 16 juni 1929 – Rochester (VS), 29 september 2020) was tussen 2006 en 2020 de emir van Koeweit. Hij was de vierde zoon van sjeik Ahmad Al-Jaber Al-Sabah, de voormalige emir van Koeweit, en werd op 19 januari 2006 door de Nationale Assemblee van Koeweit bevestigd als diens opvolger.

## Levensloop
Sabah Al-Ahmad Al-Jaber Al-Sabah kreeg zijn lager onderwijs in de Al Mubarakya School in de jaren 30 en daarna voltooide hij zijn onderwijs bij privé-leraren. Hij is de halfbroer van een van de vorige emirs, Jaber Al-Ahmad Al-Jaber Al-Sabah, die hem aanwees als minister-president in juli 2003, en daarna als vervanger van kroonprins Saad Al-Abdullah Al-Salim Al-Sabah. Voordien was hij meer dan 40 jaar lang minister van Buitenlandse Zaken, van 1963 tot 2003, waarmee hij een van de langst dienende ministers van Buitenlandse Zaken ter wereld was. In die functie bemiddelde hij in vele conflicten in het Midden-Oosten en de islamitische wereld, zoals tussen de Palestijnen en Jordanië, tussen Pakistan en Bangladesh, tussen de verschillende facties in de Libanon en tussen de Verenigde Arabische Emiraten en Iran.

### Dynastieke crisis van januari 2006
Op 15 januari 2006 stierf sjeik Jaber Al Ahmad Al Jaber Al Sabah, waardoor kroonprins Saad Al-Abdullah Al-Salim Al-Sabah de troon van het emiraat mocht bestijgen. Met de troonsbestijging van sjeik Saad, lag het voor de hand dat Sabah Al-Ahmad Al-Jaber Al-Sabah de nieuwe kroonprins werd en dat hij zijn functie als eerste minister kon behouden. Maar sjeik Saad Al-Abdullah Al-Salim Al-Sabah legde zijn emirschap neer op 23 januari 2006 om gezondheidsproblemen. De regerende familie koos sjeik Sabah Al-Ahmad als nieuwe emir van Koeweit.
Op 24 januari 2006 stemde het Koeweitse parlement er mee in om emir Saad van zijn emirschap te ontheffen, nog voor de officiële brief van aftreding was ontvangen. Het Koeweitse kabinet nomineerde vervolgens Sjeik Sabah als opvolger.

### Opvolging
Daar de emir geen nakomelingen kreeg, verwachtten analisten dat sjeik Sabah, wiens tak van de familie de hoogste kabinetsposten overheerst, een lid van de tak al-Salim van de familie Al-Sabah als kroonprins zou aanwijzen. Er werd onder meer gespeculeerd over de minister van Buitenlandse Zaken, sjeik Muhammad al-Salim al-Sabah. Op 29 september 2020 overleed Sabah na een langdurig ziekbed in een ziekenhuis in het Amerikaanse Rochester (Minnesota). Hij werd als emir opgevolgd door zijn halfbroer en kroonprins Nawaf Al-Ahmad Al-Jaber Al-Sabah.

## Posities
Sabah onderhield ook nog een aantal ander posities, waaronder:
- Lid van de Central Committee Municipality Council van 1954 tot 1955.
- Lid van de raad van de Building and Construction.
- Voorzitter van de Social Affairs and Labour Authority in 1955.
- Lid van de Higher Council of Country Affairs in 1956.
- Voorzitter van de Printing and Publishing Authority van 9 augustus 1956 tot 17 januari 1962.
- Minister van Informatie - in het eerste kabinet dat de macht kreeg na de onafhankelijkheid in de periode van sjeik Abdullah Salim Al-Sabah, op 17 januari 1962.
- Minister van Buitenlandse Zaken tussen 28 januari 1963 en 2003.
- Vicepremier op 16 februari 1978 naast de post van Minister van Buitenlandse Zaken.
- Eerste vicepremier en minister van Buitenlandse Zaken op 18 oktober 1992.
- Lid van de Opperste Raad van Planning in 1996, geleid door Sjeik Saad Al-Abdullah Al-Salim Al-Sabah.
- Voorzitter van het Paritaire Ministeriële Comité van het Kabinet voor Prioriteiten van het Governmental Work.
- Eerste minister tussen 13 juli 2003 en 29 januari 2006.

Jaber Al-Ahmad (1e) · Sabah Al-Salim · Jaber Al-Ahmad (2e) · Saad Al-Abdullah · Sabah Al-Ahmad · Nasser Muhammad · Jaber Al-Mubarak · Sabah Al-Khalid